# Christa Speck
Christa Speck, född 1 augusti 1942 i Danzig, Tyskland (dagens Gdańsk, Polen), död 22 mars 2013, var en tysk fotomodell och skådespelare.
Christa Speck utsågs till herrtidningen Playboys Playmate of the Month för september 1961 och till Playmate of the Year för 1962.